# Oddawanie honorów na morzu i w porcie
Oddawanie honorów na morzu i w porcie.
Okręty w ruchu oddają honory w czasie od wschodu do zachodu słońca, a na postoju – od podniesienia do opuszczenia bandery. Oddawanie honorów obowiązuje przy każdym mijaniu okrętu polskiego lub obcego w odległości mniejszej niż 3 kable (555 m), a także fortu bądź innego miejsca na brzegu, jeśli przepisy miejscowe to nakazują.
Na komendę „Baczność”, „na prawą (lewą) burtę” wszystkie osoby znajdujące się na pokładzie frontują w wyznaczonym kierunku i przyjmują postawę zasadniczą, a oficerowie salutują, do chwili podania komendy „Spocznij”. Od oddawania honorów zwolnione są osoby, którym zajęcia służbowe lub wykonywana praca na to nie pozwala.
Statkom handlowym honory oddaje się przez „ukłon banderą”, czyli chwilowe opuszczenie bandery do połowy masztu.
Honory przy trapie oddaje się tylko osobom, które przybywają na okręt w charakterze oficjalnym. Przełożonym wyższego szczebla, dowódcom zespołów i dowódcom okrętów oddaje się je tylko wtedy, gdy występują w mundurze. Jedną z form uhonorowania osób wchodzących na okręt oraz schodzących z okrętu jest przywitanie przy trapie i odprowadzenie do trapu. Przy wchodzeniu na okręt i opuszczaniu go każdy żołnierz oddaje honory banderze przez zwrot głowy w jej kierunku i salutowanie w momencie przekraczania burty. W czasie podnoszenia (spuszczania) bandery żołnierze znajdujący się na nabrzeżu i niebędący w szyku frontują do bandery i salutują.
Osobom wojskowym świst trapowy oddaje się tylko wtedy, gdy występują w mundurze. Świst trapowy rozpoczyna się, gdy oficer wstępuje na trap, a kończy, gdy schodzi z niego.